# LM-1
富士 LM-1 「はるかぜ」
アメリカの個人所有機 （1991年）
- 用途：連絡機
- 製造者：富士重工業
- 運用者： 日本（陸上自衛隊）
- 初飛行：1955年6月7日（LM）
- 生産数：27機（LM含む）
- 運用開始：1956年10月
- 退役：1983年
- 運用状況：一部が民間機として現役

LM-1は、陸上自衛隊が運用した連絡機。富士重工業が製造した。Lは連絡機を表す記号、MはベースとなったT-34「メンター：Mentor」の略である。自衛隊での愛称ははるかぜ。

## 導入経緯
1953年（昭和28年）11月、富士重工業はノックダウン輸入が決定したT-34A練習機のキャビンを改良して、4/5席化することを計画した。これは、東南アジア向けの需要を期待しての計画であったが、商談が進まず、一旦頓挫した。
1954年（昭和29年）、保安庁が再編されて防衛庁が発足するにあたり、富士重工業は陸上自衛隊向け多座席連絡機の要求を受けていたことから、急遽試作を開始。試作機LMは1955年（昭和30年）6月7日に初飛行した。航空局の耐空試験に合格した機体JA3098は、主翼はクリーム色、胴体は赤に白いラインの富士重マークをイメージさせる塗装を施し、工場近くの景勝地から「日光」と名づけられた。
この「日光」は1957年に松竹が制作・公開した、木下恵介監督の映画作品『喜びも悲しみも幾歳月』の撮影に使われ、映画のオープニングに後援として海上保安庁と共に富士重工株式会社 LM1型 日光機使用とクレジットが入っている。
さらに、LMを元に自衛隊仕様とした機体LM-1を製作、1956年（昭和31年）9月8日に初飛行した。比較試験では、川崎重工業のKAL-2やデ・ハビランド・カナダのDHC-2に比べて、T-34Aと90%以上の部品が共通であることが利点となり、他2種を退けて制式採用され、10月2日に1号機を受領した。以後、1957年（昭和32年）までに24機がアメリカ政府の対外有償供与として生産され、米軍から供与された。また、民間向けには1959年（昭和34年）3月までに2機が生産されたが、うち1機はXKMへ改造された。総生産数はLMを含めて27機である。
陸上自衛隊では富士に1963年（昭和38年）に2機、1964年（昭和39年）に1機を出力増強のための改修を施させ、プロペラとエンジンがKM-2と同様に改造された。これら3機はLM-2とされた。
陸上自衛隊では1983年（昭和58年）までに退役したが、LM-1は米軍からの供与という形をとったため、陸自の全ての機体は用途廃止の際、形式的にアメリカへ返還された。多くは書類上でだけ返還して直接廃棄となったが、実際に返却された機体の中には民間に払い下げられたものがあり、民間機として使用された。中には陸上自衛隊のOD色系塗装を施した機体もある。

## 機体
レシプロエンジンの小型プロペラ機で、エンジンとプロペラを機首に搭載し、主翼は低翼配置、座席は並列配置という一般的な設計である。
キャビンは大きく変更されたが、性能は燃料搭載量が若干増加したことを除けば、T-34と変わらない。キャビンの天井が開き、荷物の出し入れが可能である（開けたままの飛行は出来ない）。

## スペック
- 乗員1名/乗客3~4名
- 全長 - 7.88m
- 全幅 - 10.00m
- 全高 - 2.91m
- 翼面積 - 16.5m2
- 運用時重量 - 994kg
- 最大離陸重量 - 1,489kg
- エンジン - コンチネンタル O-470-13A 空冷水平対向6気筒×1
- 出力 - 225hp/2,600rpm
- プロペラ - ビーチクラフト278-101/同 278-207-88
- プロペラ直径 -2.235m
- 最大速度 - 296km/h=M0.24
- 巡航速度 - 204km/h=M0.27
- 航続距離 - 1,556km
- 実用上昇限度 - 15,000ft
- 海面上昇率 - 990ft/min
- 燃料容量 - 62.5gal

## 配備駐屯地
- 航空学校明野本校および各分校

## ギャラリー

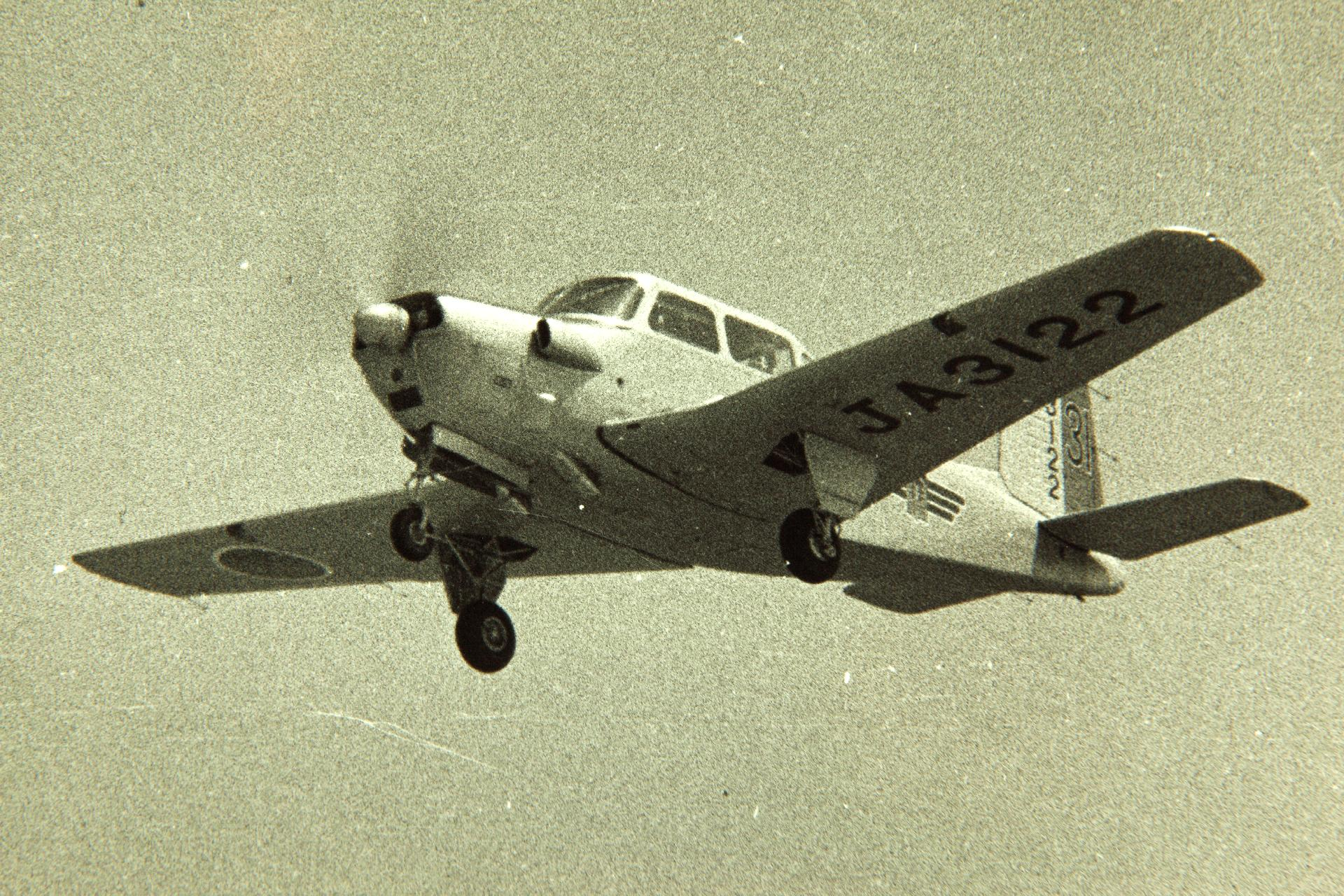
飛行中
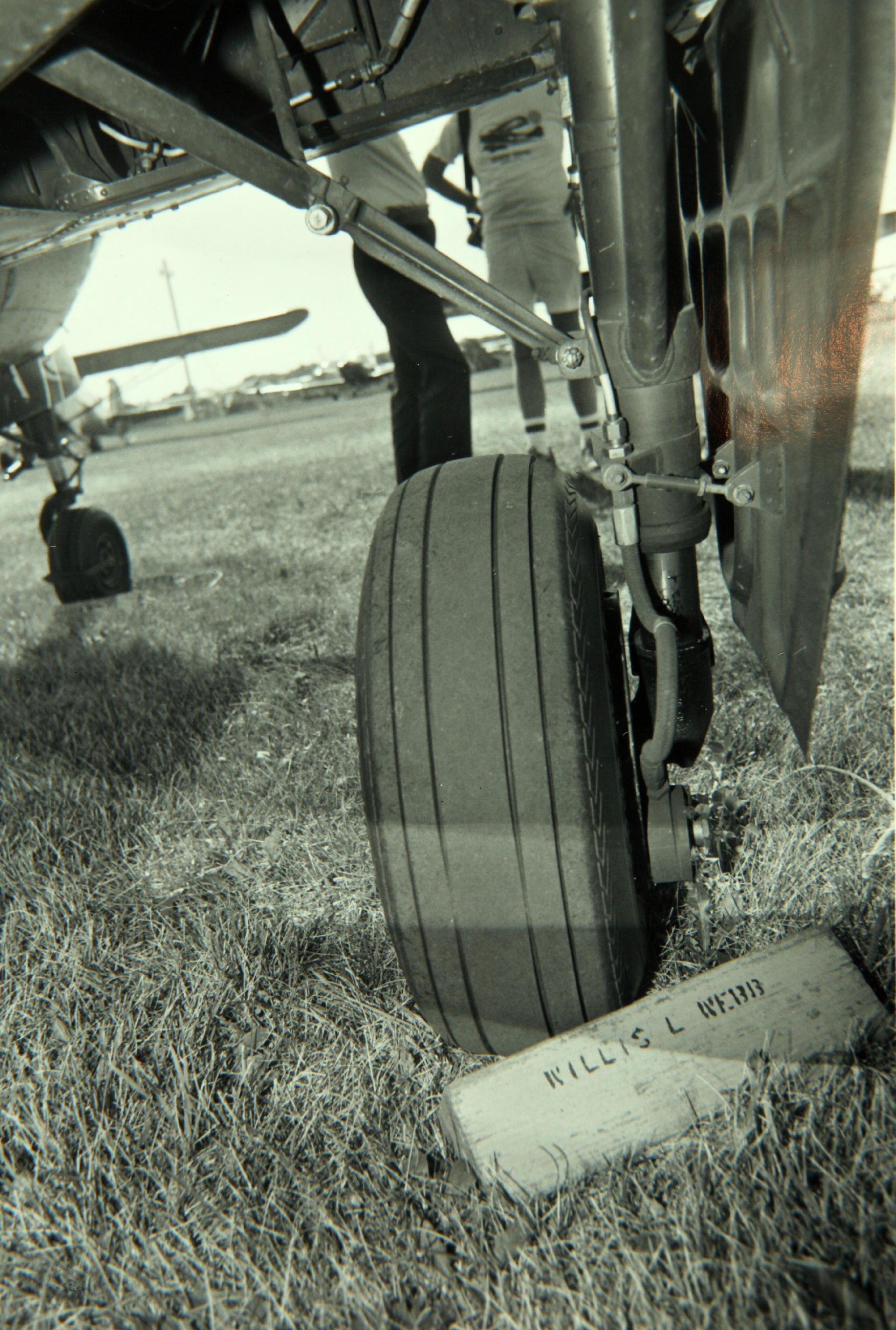
タイヤ
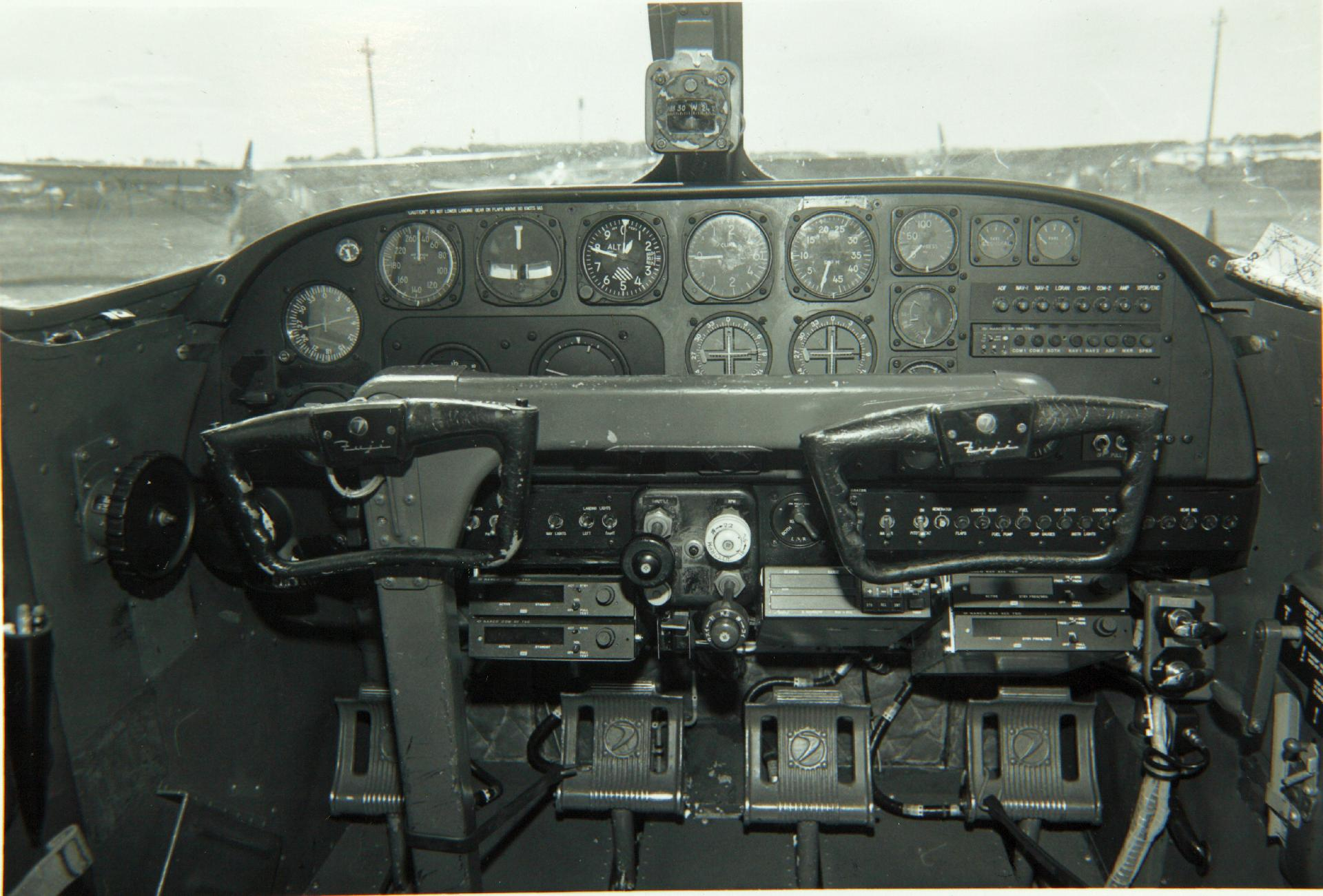
コックピット